# Campeonato Goiano de Base
O Campeonato Goiano é um torneio de base no Estado de Goiás, que é realizado no primeiro semestre e organizado pela Federação Goiana de Futebol. Atualmente o torneio é disputado nas categorias Sub-15, Sub-17 e Sub-20. Nas duas últimas categorias, há uma segunda divisão.
Desde o início, o Campeonato Goiano é dominado pelos times da capital, principalmente Goiás e Vila Nova. Porém, uma vez ou outra aparece alguma surpresa no interior ou até mesmo de times de base de Goiânia.
Logo abaixo estão as listas de campeões de todas as categorias ano por ano.

## SUB-20
| Edição | Ano  | Campeão             | Vice-campeão          |
| ------ | ---- | ------------------- | --------------------- |
| 1ª     | 2003 | Vila Nova (Goiânia) | Atlético (Goiânia)    |
| 2ª     | 2004 | Goiás (Goiânia)     | Vila Nova (Goiânia)   |
| 3ª     | 2005 | Vila Nova (Goiânia) | Goiás (Goiânia)       |
| 4ª     | 2006 | Vila Nova (Goiânia) | Goiás (Goiânia)       |
| 5ª     | 2007 | Goiás (Goiânia)     | Ceres (Ceres (Goiás)) |
| 6ª     | 2008 | Goiás (Goiânia)     | Vila Nova (Goiânia)   |
| 7ª     | 2009 | Goiás (Goiânia)     | Vila Nova (Goiânia)   |
| 8ª     | 2010 | Atlético (Goiânia)  | Goiás (Goiânia)       |
| 9ª     | 2011 | Goiás (Goiânia)     | Atlético (Goiânia)    |
| 10ª    | 2012 | Goiânia (Goiânia)   | Trindade (Trindade)   |
| 11ª    | 2013 | Goiás (Goiânia)     | Vila Nova (Goiânia)   |
| 12ª    | 2014 | Goiás (Goiânia)     | Goiânia (Goiânia)     |
| 13ª    | 2015 | Vila Nova (Goiânia) | Trindade (Trindade)   |
| 14ª    | 2016 | Trindade (Trindade) | Vila Nova (Goiânia)   |
| 15ª    | 2017 | Goiás (Goiânia)     | Trindade (Trindade)   |
| 16ª    | 2018 | Goiás (Goiânia)     | Atlético (Goiânia)    |
| 17ª    | 2019 | Goiás (Goiânia)     | Trindade (Trindade)   |

### Títulos por clubes
| Clube                         | Campeão | Anos dos Títulos                                           | Vice | Anos dos Vices               |
| ----------------------------- | ------- | ---------------------------------------------------------- | ---- | ---------------------------- |
| Goiás (Goiânia)               | 10      | 2004, 2007, 2008, 2009, 2011, 2013, 2014, 2017, 2018, 2019 | 3    | 2005, 2006, 2010             |
| Vila Nova (Goiânia)           | 4       | 2003, 2005, 2006, 2015                                     | 5    | 2004, 2008, 2009, 2013, 2016 |
| Trindade (Trindade)           | 1       | 2016                                                       | 4    | 2012, 2015, 2017, 2019       |
| Atlético Goianiense (Goiânia) | 1       | 2010                                                       | 3    | 2003, 2011, 2018             |
| Goiânia (Goiânia)             | 1       | 2012                                                       | 1    | 2014                         |
| Ceres (Ceres (Goiás))         | 0       | -                                                          | 1    | 2007                         |

## SUB-20 - 2ª DIVISÃO
| Edição | Ano  | Campeão                     | Vice-campeão             |
| ------ | ---- | --------------------------- | ------------------------ |
| 1ª     | 2016 | Jaraguá (Jaraguá)           | Jardim América (Goiânia) |
| 2ª     | 2017 | Itaberaí (Itaberaí)         | CRA (Abadia de Goiás)    |
| 3ª     | 2018 | Canedo (Senador Canedo)     | Anapolina (Anápolis)     |
| 4ª     | 2019 | Santa Helena (Santa Helena) | Rio Verde (Rio Verde)    |

## SUB-18
| Edição | Ano  | Campeão                  | Vice-campeão           |
| ------ | ---- | ------------------------ | ---------------------- |
| 1ª     | 2008 | Goiás (Goiânia)          | Vila Nova (Goiânia)    |
| 2ª     | 2009 | Vila Nova (Goiânia)      | Futebol Arte (Goiânia) |
| 3ª     | 2010 | Goiás (Goiânia)          | Crixás (Crixás)        |
| 4ª     | 2011 | Jardim América (Goiânia) | Goiás (Goiânia)        |
| 5ª     | 2012 | Atlético (Goiânia)       | Campinas (Goiânia)     |
| 6ª     | 2013 | Vila Nova (Goiânia)      | Rio Verde (Rio Verde)  |

## SUB-17
| Edição | Ano  | Campeão                             | Vice-campeão                        |
| ------ | ---- | ----------------------------------- | ----------------------------------- |
| 1ª     | 2003 | Goiás (Goiânia)                     | Atlético (Goiânia)                  |
| 2ª     | 2004 | Goiás (Goiânia)                     | Atlético (Goiânia)                  |
| 3ª     | 2005 | Atlético (Goiânia)                  | Vila Nova (Goiânia)                 |
| 4ª     | 2006 | Goiás (Goiânia)                     | Atlético (Goiânia)                  |
| 5ª     | 2010 | Goiás (Goiânia)                     | Futebol Arte (Goiânia)              |
| 6ª     | 2013 | Goiás (Goiânia)                     | Vila Nova (Goiânia)                 |
| 7ª     | 2014 | Aparecidense (Aparecida de Goiânia) | Clube Jaó (Goiânia)                 |
| 8ª     | 2015 | Goiás (Goiânia)                     | Hidrolandense (Hidrolândia)         |
| 9ª     | 2016 | Goiás (Goiânia)                     | Vila Nova (Goiânia)                 |
| 10ª    | 2017 | Atlético (Goiânia)                  | São Luiz (São Luís de Montes Belos) |
| 11ª    | 2018 | Atlético (Goiânia)                  | São Luiz (São Luís de Montes Belos) |
| 12ª    | 2019 | Trindade (Trindade)                 | Aparecida (Aparecida de Goiânia)    |

## SUB-17 - 2ª DIVISÃO
| Edição | Ano  | Campeão                             | Vice-campeão                     |
| ------ | ---- | ----------------------------------- | -------------------------------- |
| 1ª     | 2016 | São Luiz (São Luís de Montes Belos) | Caldas (Caldas Novas)            |
| 2ª     | 2017 | ABECAT (Ouvidor)                    | Aparecida (Aparecida de Goiânia) |
| 3ª     | 2018 | Canedo (Senador Canedo)             | Goiânia (Goiânia)                |
| 4ª     | 2019 | Vianópolis (Vianópolis)             | Canedense (Senador Canedo)       |

## SUB-16
| Edição | Ano  | Campeão             | Vice-campeão        |
| ------ | ---- | ------------------- | ------------------- |
| 1ª     | 2009 | Vila Nova (Goiânia) | Anápolis (Anápolis) |
| 2ª     | 2011 | Vila Nova (Goiânia) | Goiás (Goiânia)     |
| 3ª     | 2012 | Vila Nova (Goiânia) | Goiás (Goiânia)     |

## SUB-15
| Edição | Ano  | Campeão             | Vice-campeão                        |
| ------ | ---- | ------------------- | ----------------------------------- |
| 1ª     | 2003 | Atlético (Goiânia)  | Goiás (Goiânia)                     |
| 2ª     | 2004 | Goiás (Goiânia)     | Ovel (Goiânia)                      |
| 3ª     | 2005 | Goiás (Goiânia)     | Ovel (Goiânia)                      |
| 4ª     | 2006 | Goiás (Goiânia)     | Anatex (Anápolis)                   |
| 5ª     | 2007 | Goiás (Goiânia)     | Anatex (Anápolis)                   |
| 6ª     | 2010 | Vila Nova (Goiânia) | Futebol Arte (Goiânia)              |
| 7ª     | 2011 | Atlético (Goiânia)  | Vila Nova (Goiânia)                 |
| 8ª     | 2012 | Atlético (Goiânia)  | Aparecidense (Aparecida de Goiânia) |
| 9ª     | 2013 | Goiás (Goiânia)     | Vila Nova (Goiânia)                 |
| 10ª    | 2014 | Goiás (Goiânia)     | Vila Nova (Goiânia)                 |
| 11ª    | 2015 | Goiás (Goiânia)     | Vila Nova (Goiânia)                 |
| 12ª    | 2016 | Goiás (Goiânia)     | Trindade (Trindade)                 |
| 13ª    | 2017 | Goiás (Goiânia)     | Atlético (Goiânia)                  |
| 14ª    | 2018 | Vila Nova (Goiânia) | Atlético (Goiânia)                  |
| 15ª    | 2019 | Goiás (Goiânia)     | Atlético (Goiânia)                  |

## SUB-14
| Edição | Ano  | Campeão            | Vice-campeão    |
| ------ | ---- | ------------------ | --------------- |
| 1ª     | 2009 | Atlético (Goiânia) | Goiás (Goiânia) |

## SUB-13
| Edição | Ano  | Campeão             | Vice-campeão                        |
| ------ | ---- | ------------------- | ----------------------------------- |
| 1ª     | 2003 | Goiás (Goiânia)     | Ovel (Goiânia)                      |
| 2ª     | 2004 | Goiás (Goiânia)     | Ovel (Goiânia)                      |
| 3ª     | 2005 | Goiás (Goiânia)     | Vila Nova (Goiânia)                 |
| 4ª     | 2006 | Goiás (Goiânia)     | Vila Nova (Goiânia)                 |
| 5ª     | 2007 | Goiás (Goiânia)     | Brasnipo (Jataí)                    |
| 6ª     | 2010 | Atlético (Goiânia)  | Goiás (Goiás)                       |
| 7ª     | 2014 | Goiás (Goiânia)     | São Luiz (São Luís de Montes Belos) |
| 8ª     | 2015 | Vila Nova (Goiânia) | Caldas (Caldas Novas)               |
| 9ª     | 2019 | Goiás (Goiânia)     | Ovel (Goiânia)                      |

## SUB-12
| Edição | Ano  | Campeão            | Vice-campeão        |
| ------ | ---- | ------------------ | ------------------- |
| 1ª     | 2009 | Atlético (Goiânia) | Anápolis (Anápolis) |